# Geyersberg (Gemeinde Bergern im Dunkelsteinerwald)
Geyersberg ist eine Ortschaft und Katastralgemeinde in der Gemeinde Bergern im Dunkelsteinerwald in Niederösterreich.

## Geografie
Das Dorf befindet sich südwestlich von Schenkenbrunn an einem Südhang und wird von der Landesstraße 109 erschlossen. Am 1. Jänner 2024 zählte die Ortschaft 20 Einwohner.

## Geschichte
Im Franziszeischen Kataster von 1821 ist das Dorf mit einigen wenigen Gehöften verzeichnet. Laut Adressbuch von Österreich waren im Jahr 1938 in der Ortsgemeinde Geyersberg vier Gemischtwarenhändler und ein Schneider ansässig.